# Litopus neavei
Litopus neavei är en skalbaggsart som beskrevs av Pierre Lepesme 1950. Litopus neavei ingår i släktet Litopus och familjen långhorningar.
Artens utbredningsområde är Malawi. Inga underarter finns listade i Catalogue of Life.